# Henry Larcom Abbot

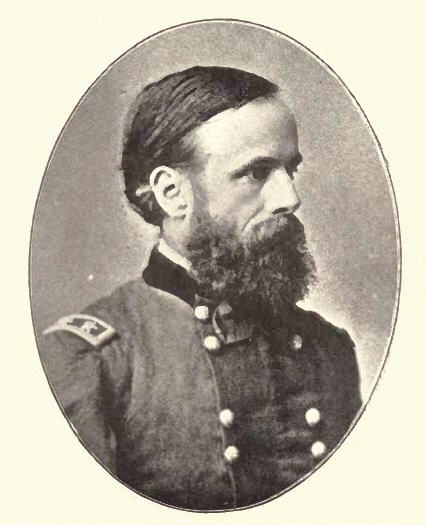
Henry Larcom Abbot

Henry Larcom Abbot (* 13. August 1831 in Beverly, Massachusetts; † 1. Oktober 1927 in Cambridge, Massachusetts) war ein US-amerikanischer Offizier und Pionier. Während des Bürgerkrieges diente er von 1861 bis 1865 im Unionsheer und war nach seiner 1895 erfolgten Pensionierung ein einflussreicher Berater bei den Planungen für den Bau des Panamakanals.

## Abstammung und frühes Leben
Henry Larcom Abbot war ein Nachfahre von George Abbot, der um 1640 aus der nordenglischen Grafschaft Yorkshire in das Gebiet der heutigen Vereinigten Staaten eingewandert war und sich in Andover (Massachusetts) zum Zeitpunkt der Gründung dieser Stadt niedergelassen hatte. Seine beiden Urgroßväter Abiel Abbot und Joseph Hale hatten im Unabhängigkeitskrieg gedient. Seine Eltern waren der Pädagoge Joseph Hale Abbot und Fanny Ellingwood Larcom. Der Philosoph und Theologe Francis Ellingwood Abbot war sein Bruder.
Zunächst besuchte Henry Larcom Abbot die Boston Latin School und begann 1850 an der US-Militärakademie in West Point im Staat New York eine Ausbildung für den Heeresdienst, die er vier Jahre später als Zweiter seines Jahrgangs – zu dem u. a. J. E. B. Stuart und George Washington Custis Lee gehörten – abschloss. Er trat in die Pioniertruppen ein und nahm 1854/55 im Rang eines Leutnants an den Untersuchungen zur Ermittlung möglicher Routen einer transkontinentalen Eisenbahnverbindung in den westlichen Vereinigten Staaten (Pacific Railroad Surveys) teil.
Am 27. April 1856 feierte Abbot seine Hochzeit mit der nur wenig jüngeren Mary Susan Everett. Von seiner 1871 verstorbenen Gattin bekam er mindestens drei Kinder, darunter den später ebenfalls bei den Pioniertruppen dienenden Frederic Vaughan Abbot (* 1858; † 1928).
Von Mai 1857 bis Juli 1861 führte der mittlerweile zum Oberstleutnant beförderte Abbot zusammen mit Captain Andrew A. Humphreys mehrere wissenschaftliche Studien über den Unterlauf des Mississippi River durch. Insbesondere hatten sie Vorschläge zur Verbesserung des Hochwasserschutzes im Mündungsbereich dieses Flusses zu erarbeiten. Sie empfahlen die Errichtung von Dämmen und verfassten einen bedeutsamen Report upon the Physics and Hydraulics of the Mississippi River (1861).

## Dienst im Sezessionskrieg
Im Bürgerkrieg, der im April 1861 ausbrach, diente Abbot im Unionsheer der Präsident Abraham Lincoln treu gebliebenen Nordstaaten. Zunächst war er als topographischer Pionier bei den Truppen des Brigadegenerals Irvin McDowell im Einsatz und wurde in der mit McDowells Niederlage endenden ersten Schlacht am Bull Run (21. Juli 1861) verwundet. Danach stand er unter dem Kommando von John Gross Barnard und war von März bis Juli 1862 dessen Adjutant während des Halbinsel-Feldzugs, in dessen Verlauf er für seine Leistungen bei der Belagerung von Yorktown (5. April bis 4. Mai 1862) zum Brevet-Major ernannt wurde. Von November 1862 bis Februar 1863 fungierte er als Vermessungsingenieur in der Armee des Generalmajors Nathaniel Prentiss Banks während dessen Feldzug nach New Orleans. Am 19. Januar 1863 wurde er zum Oberst in den Reihen der Massachusetts Volunteers befördert und befehligte nun das erste Regiment der schweren Artillerie von Connecticut. Von März 1863 bis Mai 1864 verteidigte er mit seinem Regiment Washington.
Anschließend kommandierte Abbot von Juni 1864 bis Januar 1865 die Belagerungsartillerie während des Richmond-Petersburg-Feldzugs, worüber er 1867 einen Bericht veröffentlichte. Auf Verlangen von Alfred Terry begleitete er im Januar 1865 dessen Expeditionskorps nach Fort Fisher, einer bedeutenden Befestigungsanlage der Confederate States Army,  und befehligte eine Brigade der Belagerungsartillerie in der Zweiten Schlacht von Fort Fisher, die mit der Eroberung der Festung durch Terrys Truppen endete. Der höchste der insgesamt sieben Brevet-Ränge, die Abbot im Verlauf des im Juni 1865 mit dem Sieg der Nordstaaten ausklingenden Bürgerkriegs verliehen wurden, war jener eines Generalmajors der Freiwilligenarmee, aus der er am 25. September 1865 austrat.

## Spätere Karriere
Abbot, der 1862 Mitglied der American Philosophical Society und 1863 der American Academy of Arts and Sciences geworden war, erhielt nach dem Ende des Sezessionskriegs am 11. November 1865 den Rang eines Majors im Pionierkorps der US-Armee verliehen und befehligte von 1866 bis 1886 das Pionierbataillon in Willet’s Point, New York. Er leitete hier eine von ihm gegründete Schule für Pioniere sowie Experimente mit Sprengstoffen, von denen die geeignetsten in Unterwasserminen zur Verteidigung der Küsten der Vereinigten Staaten eingesetzt werden sollten. Das von ihm entwickelte Unterwasserminensystem bewährte sich 1898 im Spanisch-Amerikanischen Krieg.
Dreimal besuchte Abbot als Mitglied spezieller Kommissionen Europa. Dabei beobachtete er 1870 von Sizilien aus eine Sonnenfinsternis, inspizierte 1873 Torpedosysteme europäischer Staaten und verschaffte sich 1883–84 Informationen über die Herstellung großer Kanonen aus Stahl. 1872 wurde Abbot in die National Academy of Sciences gewählt. Im Oktober 1886 wurde er zum Oberst im Pionierkorps ernannt und trat am 13. August 1895 in den Ruhestand.

## Leben nach der Pensionierung
1895 fungierte Abbot als technischer Berater der Wisconsin Central Railroad für den Bau eines Binnenhafens von Manitowoc im Staat Wisconsin und 1895–1896 in der gleichen Funktion für den geplanten Kanal von Pittsburgh zum Eriesee. 1897 trat er in das technische Komitee der Compagnie Nouvelle du Canal de Panama ein, welche die Bauarbeiten am Panamakanal nach einem gescheiterten ersten Versuch (1881–1889) fortführte. In dieser Stellung hielt sich Abbot in den folgenden Jahren in Paris und auf dem Isthmus von Panama auf. Auch nachdem die USA 1902 die Kanalrechte von der französischen Panamakanal-Gesellschaft gekauft und nach einem Konflikt mit Kolumbien 1904 die Kanalzone übernommen hatten, behielt Abbot seinen Beraterposten. Als die USA nun die weiteren Bauarbeiten durchzuführen planten, trug er maßgeblich dazu bei, dass Präsident Theodore Roosevelt die Konstruktion des Panamakanals in Form eines Kanals mit Schleusen akzeptierte. 1905 veröffentlichte er zu diesem Thema sein Buch Problems of the Panama Canal und schrieb auch sonst zahlreiche Fachartikel zu verschiedenen Themen wie etwa über die Küstenverteidigung oder die Verwendung von Sprengstoffen.
Von Mai 1905 bis Juli 1910 war Abbot Professor für Wasserbau an der George Washington University. Er starb am 1. Oktober 1927 im Alter von 96 Jahren in Cambridge in Massachusetts und wurde dort am Mount Auburn Cemetery beigesetzt.